# Shudokan

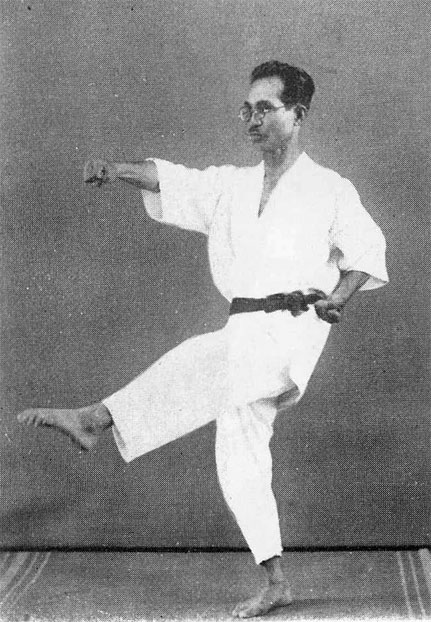
Kanken Toyama (1888 – 1966).

Foi desenvolvido pelo mestre Kanken Toyama (遠山寬賢, Tōyama Kanken), que nasceu em 24 de setembro de 1888 e morreu em 24 de novembro de 1966. A tradução literal do nome desta arte marcial de origem japonesa é "a porta de entrada do estudo do caminho do caratê". 

## História
O aprendizado de caratê de Toyama iniciou-se em 1897, aos nove anos de idade, com Itarashiki. Estudou com Yasutsune Itosu por dezoito anos, até seu falecimento em 1915. Em 1907, Toyama foi indicado como shihandai (師範弟, mestre assistente) de Itosu no "Colégio de Professorado de Oquinaua". Os dois únicos estudantes a receberem o título de shihanshi (師範士, protetor) foram ele e Gichin Funakoshi, que posteriormente desenvolveu o caratê xotocã.
Em 1924 Kanken Toyama mudou-se com sua família para Formosa, onde ensinou em ums escola e estudou a arte marcial chinesa Chuan fa. Em 1930 retornou ao Japão, abrindo em março do mesmo ano seu primeiro "dojô" em Tóquio, com o nome de "Shu Do Kan", ou "a porta de entrada do estudo do caminho do caratê". Nele Toyama ensinou o Chuan Fao e as técnicas que aprendeu de Itosu. Em 1946 fundou a Federação Japonesa de Caratê, com o objetivo de unir as diversas formas de caratê do Japão e de Oquinaua sob uma mesma organização governamental.
Toyama considerava seu xudocã um local para treino, não um estilo distinto de caratê. Como não indicou um sucessor para conduzir a organização que criou, esta se fragmentou após sua morte em 1966. Seu aluno Toshi Hanaue manteve o local de prática original (dojo). Ainda existem algumas outras escolas baseadas em seus ensinamentos, como a "Doshinkan". Atualmente seu filho Ha Toyama supervisiona a linhagem de caratê originada nos ensinamentos de seu pai.

## Formas de aprendizado
O aprendizado deste estilo de caratê, sempre sob a orientação de um mestre qualificado, baseia-se em três factores: catas (katas), luta sozinho e luta em grupo.
As catas são uma sequencia de movimentos entelaçados, fingindo-se que estão a ser atacados.
Na luta sozinho pratica-se aquilo que se vai fazer no combate.
O combate, para os cintos inferiores tens posições firmes e é controlado: sabe-se aonde o adversário vai atacar, conhece-se a defesa e quantos ataques vai fazer.
Nos cintos superiores já pode haver combates em que se ataca o outro sem aviso, tendo-se uma posição agil. Esta luta não serve para magoar o adversário; logo, se isso acontece, é necessário sentar-se de joelhos, com as costas para o adversário, como forma de respeito, até que o outro recobre suas capacidades. Esse tipo de lutas só existe em campeonatos, mas não em exames.